# 弗赖西涅
弗赖西涅（法語：Frayssinhes，法語發音：[fʁɛsiɲ]）是法国洛特省的一个市镇，属于菲雅克区。

## 地理
弗赖西涅（44°52'41"N, 1°56'21"E）面积12.15 平方千米，位于法国奧克西塔尼大區洛特省，该省份为法国西南部内陆省份，北起顺时针与科雷兹省、康塔爾省、阿韦龙省、塔恩-加龙省、洛特-加龍省和多尔多涅省接壤。
与弗赖西涅接壤的市镇（或旧市镇、城区）包括：科尔纳克、拉图耶-朗蒂亚克、圣塞雷、圣洛朗莱图尔、圣保罗德韦恩、凯尔西地区苏塞拉克。

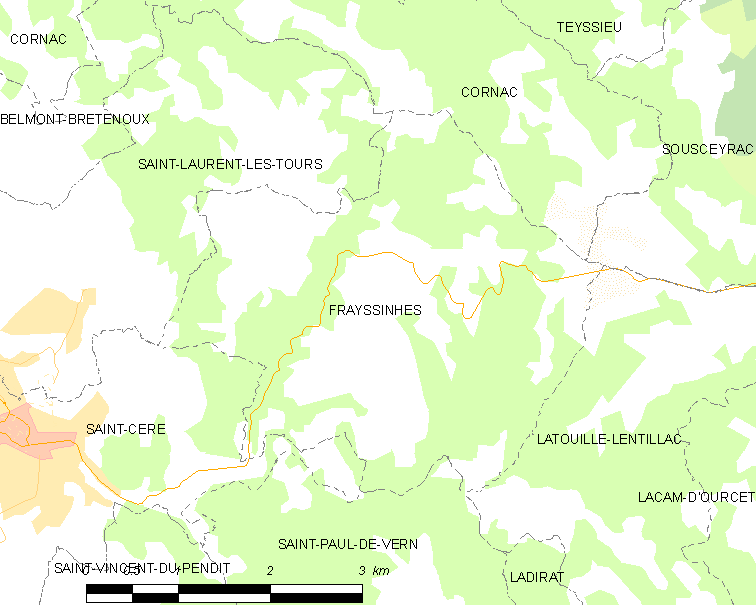
弗赖西涅的OSM定位图

弗赖西涅的时区为UTC+01:00、UTC+02:00（夏令时）。

## 行政
弗赖西涅的邮政编码为81340，INSEE市镇编码为46115。

## 政治
弗赖西涅所属的省级选区为圣塞雷县。

## 人口

1962-2008年间弗赖西涅人口变化图示

弗赖西涅于2022年1月1日时的人口数量为165人。